# Ringo (deporte)
Ringo es un deporte inventado en Polonia. Fue creado por Włodzimierz Strzyżewski en 1959, capitán del equipo polaco de esgrima, con la intención de disponer de un sistema para mantenerse en forma física. 

## Descripción
El ringo es un juego de lanzamiento y recepción muy similar al frisbee. Es deporte jugado en terreno dividido por una red central, tratando de pasar el círculo de goma por encima de la red hacia el suelo del campo contrario en el que se puede jugar de 1 a 5 jugadores por equipo. La base de nuestra práctica está en los distintos aspectos técnicos del frisbee. El objetivo del deporte es conseguir que el ringo (un aro de goma de unos 20-25 cm de diámetro) caiga al suelo dentro del campo del equipo contrario, o lanzarlo de tal forma que el otro equipo sea incapaz de devolverlo correctamente.

## Historia
El juego fue inventado en 1959 por el esgrimista y periodista polaco Włodzimierz Strzyżewski. Ringo fue presentado al público en general durante los Juegos Olímpicos de Verano de 1968. El primer campeonato polaco se jugó en 1973. La Federación Polaca de Ringo se fundó en 1989 y una federación internacional cuatro años después. Aunque es especialmente popular en Polonia, Ringo es conocido en toda Europa y entre la diáspora polaca.

## Cancha y equipamiento
El campo tiene forma rectangular de 18 metros (59 pies) de largo por 9 metros (30 pies) de ancho para equipos de 2 y 3 jugadores. La red es una cuerda (de al menos 1 centímetro (0,39 pulgadas) de ancho) que cuelga a una altura de 243 centímetros (96 pulgadas). Las dimensiones de la cancha y la altura de la red varían para las diferentes categorías de edad, así como para los juegos individuales.

## Anillo
El anillo está hecho de caucho, pesa entre 160 y 165 gramos (5,8 oz) y tiene un diámetro de 17 centímetros (6,7 pulgadas). Es estable en vuelo y no provoca lesiones en los dedos.